# فيليبو لومباردي (سياسي)
فيليبو لومباردي (بالإيطالية: Filippo Lombardi)‏ هو صحفي وسياسي سويسري، ولد في 29 مايو 1956 في بيلينزونا في سويسرا. حزبياً، نشط في حزب الشعب الديمقراطي المسيحي في سويسرا ‏. وقد انتخب رئيس مجلس الولايات السويسري وانتخب عضو مجلس الولايات السويسري (6 ديسمبر 1999 – ).

## وصلات خارجية
- الموقع الرسمي